# Brendan Chardonnet
Brendan Chardonnet (Saint-Renan, 22 de diciembre de 1994) es un futbolista francés que juega de defensa central en el Stade Brestois 29 de la Ligue 1.

## Carrera deportiva
Chardonnet comenzó su carrera deportiva en el Stade Brestois 29, en la Ligue 1, con el que debutó en la derrota por 3-1, del Brest, frente al Paris Saint-Germain en mayo de 2013. En esa misma temporada el Brest descendió a Ligue 2.
Durante la temporada 2015-16 estuvo cedido en el SAS Épinal del Championnat National, regresando al Brest al final de la temporada.
En la temporada 2018-19 logró regresar, junto al Brest, a la Ligue 1.

## Clubes
| Club                | País    | Año         |
| ------------------- | ------- | ----------- |
| Stade Brestois 29   | Francia | 2013 - Act. |
| SAS Épinal (cedido) | Francia | 2015 - 2016 |